# ドルフィン (DCコミックス)
ドルフィン（英: Dolphin）は、DCコミックスの出版するアメリカン・コミックス『アクアマン』に登場する架空のスーパーヒロイン。ジェイ・スコット・パイクによって創造され、1968年の"Showcase #79"で初登場した。

## 概要
ドルフィンは後天的に海底人の能力を得た人間の女性で、エラ・水かきのついた手足・不老・海底での適応能力を持つ。アクアマンと出会い協力するようになり、後に初代アクアラッドであるガースと結婚した。
少女だった頃にクルーズ客船から投げ出され、溺れかけていたところを海底人に救われるが、そのまま誘拐され実験体にされてしまう。海底人と同じ能力を身に付けると海底の研究所から脱走するが、以前のように人間として生活することができなくなり海を放浪する。長い海中生活で言葉を喋ることができなくなるが、海洋学者の一団と出会いアメリカ手話を教わる。また、この時に「ドルフィン」と名付けられた。
カリュブディスとの戦いで負傷したアクアマンとアクアラッドをアトランティスへ運び、これをきっかけにアトランティス人と交流するようになった。